# دانشگاه لویولا مریلند
دانشگاه لویولا مریلند (انگلیسی: Loyola University Maryland) یک دانشگاه کلیسای کاتولیک، انجمن عیسی و آزاد است. واقع در حومه شهر بالتیمور مریلند، ایالات متحده آمریکا است.